# Infanta Cristina a Spaniei
Doña Cristina, Infantă a Spaniei (n. 13 iunie 1965, Madrid), este a doua fiică a regelui Juan Carlos I al Spaniei și a reginei Sofia a Spaniei. Este a șasea în ordinea succesiunii la tronul Spaniei, după fiicele fratelui ei, regele Felipe al VI-lea, sora ei, Infanta Elena, și copiii acesteia. Până în iunie 2015, a deținut titlul de Ducesă de Palma de Mallorca.

## Educație și carieră
Cristina s-a născut la Madrid și a fost botezată la Palatul Zarzuela de arhiepiscopul Madridului. Nașii ei au fost Alfonso, Duce de Anjou și Cádiz și Infanta Maria Cristina a Spaniei.
A absolvit școala Santa María del Camino, Universitatea Complutense din Madrid cu o diplomă în științe politice în 1989. Și-a continuat studiile la Universitatea din New York și a obținut în 1990 un master în relații internaționale. Din 1991 își pune în practică cunoștințele pentru UNESCO la Paris. Infanta vorbește fluent catalana, engleza, franceza, greaca și spaniola.
Conduce multe instituții culturale, academice, de binefacere din Spania, Europa și țările latino-americane. Este președinte de onoare a comitetului UNESCO și încă se mai implică în organizație în special în programele de educație concentrate pe protecția moștenirii naturale și artistice. În 2001 a fost desemnată ca ambasador UNESCO la ONU. Sprijină, împreună cu regina, fundații de ajutorare a handicapaților.
Din 2001 este membru al grupului Bilderberg împreună cu părinții săi.
Practică schiul, dar sportul favorit rămâne navigarea pe mare. A participat la concursuri naționale și internaționale și este membră a echipei olimpice de navigatori a Spaniei. A participat la Jocurile Olimpice de la Seul din 1988 chiar și în parada de deschidere.

## Căsătorie și copii
La vârsta de 34 de ani, la 4 octombrie 1997, s-a căsătorit cu jucătorul de handbal Iñaki Urdangarín. Împreună au patru copii, toți născuți la Barcelona:
- Juan Valentín Urdangarín y de Borbón (n. 29 septembrie 1999)
- Pablo Nicolás Urdangarín y de Borbón (n. 6 decembrie 2000)
- Miguel Urdangarín y de Borbón (n. 30 aprilie 2002)
- Irene Urdangarín y de Borbón (n. 5 iunie 2005)

Au locuit în Barcelona până în 2009, unde Urdangarín a fost director de planificare și dezvoltare pentru Motorpress Ibérica și partener fondator la Nóos Consultoría Estratégica. Din 2009 s-au mutat la Washington, unde el lucrează pentru Telefónica.

## Anchetă de corupție
Soțul ei a fost investigat la sfârșitul anului 2012 fiind suspectat de a fi obținut în mod fraudulos milioane de euro din fonduri publice. În aprilie 2013, Infanta Cristina fost numită în mod oficial suspect în caz de către judecătorul responsabil. Când i s-a cerut un comentariu, Casa Regală a spus că "nu comentează hotărârile judecătorești". Infanta și copiii ei s-au mutat la Geneva, Elveția în vara anului 2013. La 7 ianuarie 2014, un judecător spaniol a acuzat-o de evaziune fiscală și spălare de bani și a chemat-o în fața instanței la 8 martie 2014. În 2015, Infanta urmează să fie judecată pentru evaziune fiscală.
La 11 iunie 2015, regele Felipe al VI-lea i-a retras Infantei Cristina titlul nobiliar de Ducesă de Palma de Mallorca.